# テストパターン
テストパターンとは、電子部品や装置（ハードウェア）、ソフトウェアが要求仕様にしたがって動作することを検証するためにこれらに入力し、得られた出力を観測するための電気信号やデータ（テストデータとも）のことである。
検証の対象物の動作仕様に応じて適切なテストパターンが決められるが、異なった性質の仕様検証のためには各々の性質に適した複数パターンを用いる。また、ソフトウェアや集積回路の検証などにおいてテストパターンにより検証できる性質の割合を網羅率（あるいはテスト網羅率、コード網羅率）と呼ぶ。網羅率の高い検証のためには用意するテストパターンを慎重に設計する必要がある。また、テストパターン作成を効率よく扱うために自動的にパターンを生成する場合があり、自動テストパターン生成（ATPG、英語: automatic test pattern generation）などと呼ぶ。
また、製造した個々の製品の出荷検査用だけでなく、出荷後の運用・保守時に用いられるテストパターンもある。

## 各種のテストパターン

### テレビジョン信号のテストパターン
カラーテレビジョン機器の総合的な試験に用いられるカラーバー信号、信号処理系/伝送系の直線性を確認するためのランプ信号、周波数特性を見るためのマルチバースト信号など様々な信号がある。これらは通常専用のテスト信号発生器（TSGあるいはSG）により発生され、機器調整用にはより多種類のテスト信号を発生可能なSGが、運用時の確認用にはカラーバーなど数種類の信号のみ発生するSGが使用される。現在の放送局では基幹系放送機器はほぼすべてデジタル映像信号を扱うため、アナログ映像信号を用いた場合のようには細かな監視調整は不要となっているが、ビデオカメラや演奏所外部からアナログ回線で送られてくる映像などアナログ信号を扱う機器の調整では必須である。
デジタル映像信号機器を扱う場合で、特にMPEGなどの高効率符号化を用いる機器では、符号化を行う際のエラーやひずみなどの不具合を検出するための専用の評価映像を用いる。これらは符号化方式によって苦手とする動画映像、例えば急激な場面転換、非常に解像度の高い背景を前に移動する物体など様々なパターンがある。一般に各種標準化団体や学会などで配布される標準映像ソースを用いることが多い。
一般的にはカラーバー信号あるいはモノスコープ信号のことをテストパターンと呼ぶことがあるが、これはテレビ放送の試験放送でこれらの信号が用いられることが多いためである。

### 集積回路試験用のテストパターン
大規模集積回路（LSI）の検査は試験すべき項目が多数に及ぶため、数千個から数十万個におよぶ生産量の製品を検査するためには、製造した集積回路チップを個々に検査するさいの検査時間の短縮が極めて重要である。このため、専用のLSIテスト機器（LSIテスタ）にテストパターンを与えて自動的に検査を行う。このためのテストパターンはLSIの機能の複雑さに応じて規模が増大する。このため、テストを効率化するために設計時に考慮する（テスト容易化設計）。

### ソフトウェアのテストパターン
コンピュータ・ソフトウェアの動作検証のための様々なテスト条件の組み合わせをテストパターンとよぶ。